# Kondorsee
Der Kondorsee, spanisch: Laguna de los Cóndores, oder auch Laguna de las Momias (deutsch: „Mumien-See“), ist ein 96 ha großer See in der peruanischen Zentralkordillere. Er befindet sich im Nordwesten des Distrikts Huicungo der Provinz Mariscal Cáceres in der Region San Martín. Der See befindet sich 71 km südsüdöstlich der Stadt Chachapoyas im andinen Hochgebirge Nordperus auf einer Höhe von etwa 2920 m. Von der 19 km entfernten Kleinstadt Leymebamba benötigt man eine Tagesreise zu Fuß und mit dem Maultier zum See. In Leymebamba werden von verschiedenen Führern 3-Tages-Touren angeboten einschließlich der Besichtigung der dort gelegenen archäologischen Fundstelle.

## Mumienfund vom Kondorsee
1997 entdeckten Mitglieder und Angestellte einer Hirtenfamilie in einem Hang einige Grabhäuser, in denen sie, nach Gold und Schmuck suchend, nach Inka-Art bestattete Mumien der Chachapoyas (Sachapuyas) fanden. Dabei zerstörten sie viele der Mumien und ebenso den natürlichen Schutzmantel aus Pflanzen, der die Grabstätten über Jahrhunderte nicht nur vor Plünderern, sondern auch vor Verwesung geschützt hat. Die Behörden erfuhren von der Existenz der Grabstätte erst, als die Hirtenfamilie und ihre Angestellten sich gegenseitig anzeigten, weil sie über den Verkauf von geraubten Grabbeigaben in Streit geraten waren. 1997 wurde eine Notgrabung veranlasst, um die archäologischen Objekte vor weiterer Zerstörung durch Feuchtigkeit und Andenken-jagenden Besuchern zu schützen.
Heute befinden sich alle 219 Mumien aus der Grabstätte des Kondorsees im Museum von Leymebamba, wo sie mittels Röntgengerät erforscht werden und unter ähnlichen Bedingungen wie dem schützenden Vegetationsmantel am Kondorsee aufbewahrt und konserviert werden. Einige Zeit war der Name des Sees umstritten, bis man in der Grabstätte ein Tongefäß fand, das eindeutig einen Kondor darstellt. Dieses Tongefäß ist ebenfalls im Museum von Leymebamba zu sehen. Einige Mumien wurden 2006 in Innsbruck und Wien untersucht. Bis Ende Juli 2006 waren sie im Technischen Museum Wien zu sehen.